# 1577 en arts plastiques
| Années des arts plastiques : 1574 - 1575 - 1576 - 1577 - 1578 - 1579 - 1580    |
| Décennies des arts plastiques : 1540 - 1550 - 1560 - 1570 - 1580 - 1590 - 1600 |

Cette page concerne l'année 1577 en arts plastiques.

## Œuvres

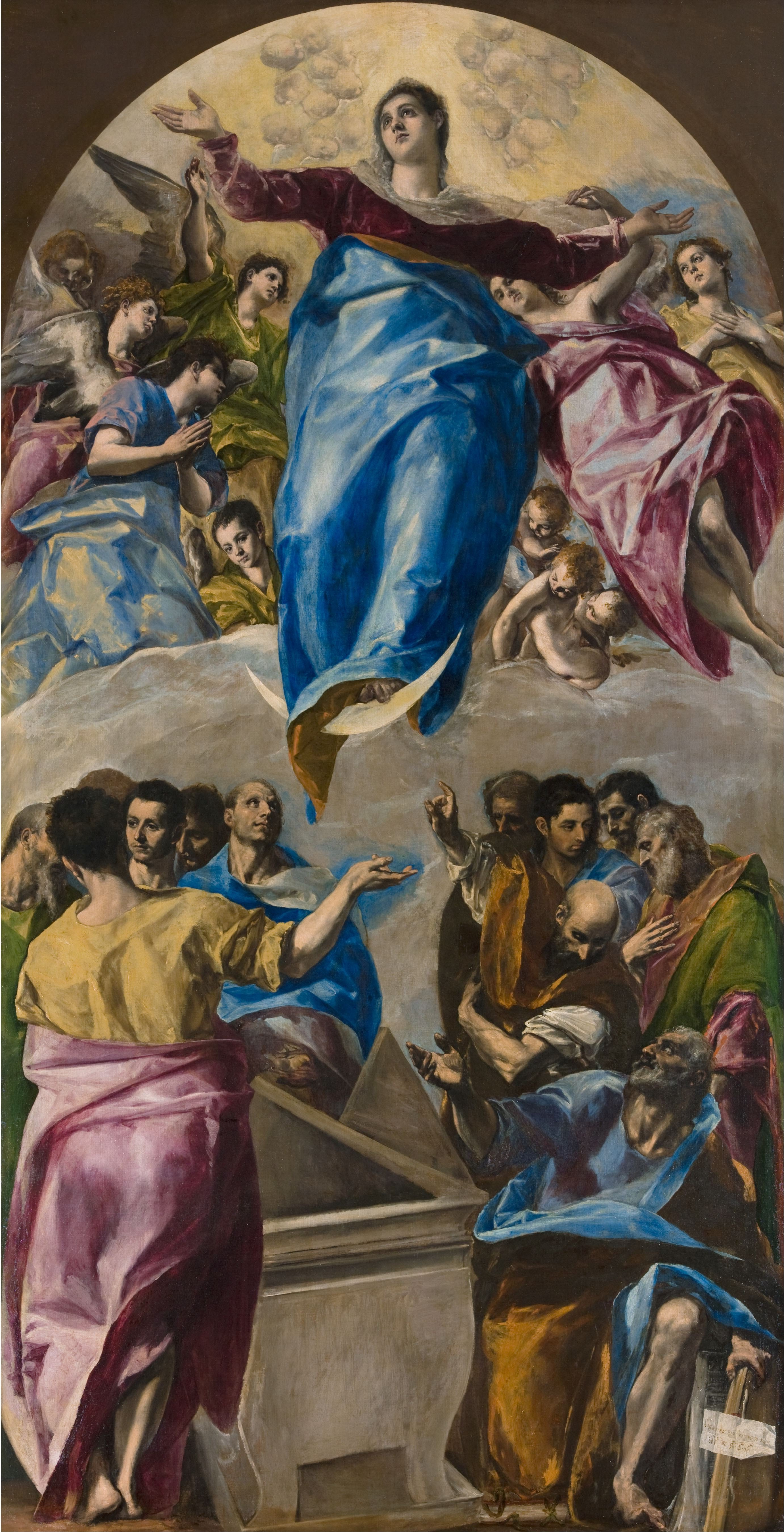
L'Assomption, par Le Greco.

- Apparition de la Vierge à San Lorenzo, tableau d'El Greco.
- La Trinité, tableau d'El Greco.

## Naissances
- 17 janvier : Giovanni-Battista Crescenzi, architecte et peintre italien († 17 mars 1635),
- 20 mars : Alessandro Tiarini, peintre baroque italien († 8 février 1668),
- 14 avril : Giacomo Cavedone, peintre baroque italien († 1660),
- 20 mai : Giovanni Battista Bertusio, peintre baroque italien de l'école de Bologne († 23 juillet 1644),
- 28 juin : Pierre Paul Rubens, peintre baroque flamand († 30 mai 1640),
- 16 septembre : Pietro Tacca, sculpteur italien († 26 octobre 1640),
- 17 octobre : Cristofano Allori, peintre italien († 1er avril 1621),
- 8 décembre : Mario Minniti, peintre italien († 22 novembre 1640),
- ? :
  - Georges Baussonet, architecte, dessinateur, graveur et poète français († 1644),
  - Jacques Boonen, peintre hollandais († 1655),
  - Aart Jansz Druyvesteyn, avocat, peintre et maire néerlandais († 5 août 1627),
  - Michel Lourdel, sculpteur et peintre français († 11 avril 1673),
  - Adam Willaerts, peintre de marine néerlandais († 4 avril 1664).

## Décès
- 10 avril : Jean de Joigny, sculpteur franco-espagnol (° 1506),
- 12 juin : Orazio Sammachini, peintre italien (° 20 décembre 1532),
- 7 novembre : Michele Tosini, peintre maniériste italien (° 18 mai 1503),
- ? :
  - Ryckaert Aertsz, peintre et dessinateur néerlandais (° 1482),
  - Giovanni Battista Ponchini, peintre italien (° 1510),
  - Guglielmo Della Porta, architecte et sculpteur italien (° 1515),